# Germanska filologija
Germanska filologija je filološka študija germanskih jezikov, zlasti iz primerjalne ali zgodovinske perspektive.
Germanska filologija se je kot samostojna akademska disciplina poleg jezikoslovja kot celote uveljavila v začetku 19. stoletja, njen pionir pa je bil predvsem nemški jezikoslovec Jacob Grimm.

## Glejte tudi
- Pragermanščina
- Runa
- Germanski jeziki